# Divisie Nr. 1 (Newfoundland en Labrador)
Divisie Nr. 1 (Engels: Division No. 1) is een censusdivisie in Newfoundland en Labrador, de oostelijkste provincie van Canada. Het door Statistics Canada afgebakende gebied komt overeen met het in het oosten van Newfoundland gelegen schiereiland Avalon inclusief de Landengte van Avalon en Bell Island.
Divisie Nr. 1 telt meer inwoners dan de tien andere censusdivisies van de provincie bij elkaar opgeteld. Het is daarnaast met zo'n 30 inwoners per vierkante kilometer bij verre de meest dichtbevolkte censusdivisie. De grootste plaats in de divisie is de provinciehoofdstad St. John's.

## Demografie

### Bevolkingsomvang
De volkstelling van 1951 was de eerste sinds de toetreding van Newfoundland tot de Canadese Confederatie. Divisie Nr. 1 telde toen 150.000 inwoners. Bij de census van 1991 werd voor het eerst de kaap van een kwart miljoen inwoners overschreden. In de vijftien jaar erna was er een stagnatie, met opnieuw een relatief aanzienlijke groei in de periode 2006–2021.
- Bron: Statistics Canada (1951–1986[1], 1991–1996[2], 2001–2006[3], 2011–2016[4], 2021[5])

### Taal
In 2021 had 96,4% van de inwoners van Divisie Nr. 1 het Engels als (al dan niet gedeelde) moedertaal; en was 99,7% die taal machtig. Hoewel slechts 1.840 mensen (0,7%) het Frans als (al dan niet gedeelde) moedertaal hadden, waren er 18.255 mensen die die andere Canadese landstaal konden spreken (6,8%). Na het Engels en Frans was in 2021 de meest gekende taal het Arabisch met 1.825 mensen die ze machtig waren (0,7%). Er woonden toen in Divisie Nr. 1 daarnaast 155 mensen die het Nederlands machtig waren.

### Inheemse bevolking
Bij de volkstelling van 2021 gaven zo'n 8.300 inwoners (3,1%) van Divisie Nr. 1 aan dat ze een inheemse identiteit hebben. Een meerderheid onder hen behoorde tot de First Nations met daarnaast nog 1.695 Métis, 1.195 Inuit en 630 mensen die hun inheemse identiteit niet verder specificeerden of een gemengde inheemse identiteit hadden. Slechts 130 personen waren een inheemse taal machtig.

## Plaatsen
Divisie Nr. 1 telt 72 gemeenten en twee steden die volgens de volkstelling van 2021 tezamen 257.797 inwoners telden, oftewel 94,8% van het inwonertotaal. De overige inwoners woonden in gemeentevrij gebied, grotendeels in de 34 local service districts. Er waren echter ook enkele duizenden mensen die in een van de 28 LSD-loze plaatsen (of tussen twee plaatsen in) woonden en aldus geen enkele vorm van lokaal bestuur genoten.
| - Admirals Beach - Aquaforte - Arnold's Cove - Avondale - Bauline - Bay Bulls - Bay de Verde - Bay Roberts - Bishop's Cove - Branch - Brigus - Bryant's Cove - Cape Broyle - Carbonear - Chance Cove - Chapel Arm - Clarke's Beach - Colinet - Colliers - Come By Chance - Conception Bay South - Conception Harbour - Cupids - Fermeuse - Ferryland - Flatrock - Fox Harbour - Gaskiers-Point La Haye - Hant's Harbour - Harbour Grace - Harbour Main-Chapel's Cove-Lakeview - Heart's Content - Heart's Delight-Islington - Heart's Desire - Holyrood - Logy Bay-Middle Cove-Outer Cove - Long Harbour-Mount Arlington Heights - Mount Carmel-Mitchells Brook-St. Catherine's - Mount Pearl (stad) - New Perlican - Norman's Cove-Long Cove - North River - Old Perlican - Paradise - Petty Harbour-Maddox Cove - Placentia - Point Lance - Port Kirwan - Portugal Cove South - Portugal Cove-St. Philip's - Pouch Cove - Renews-Cappahayden - Riverhead - Salmon Cove - Small Point-Adam's Cove-Blackhead-Broad Cove - South River - Southern Harbour - Spaniard's Bay - St. Bride's - St. John's (stad) - St. Joseph's - St. Mary's - St. Shott's - St. Vincent's-St. Stephen's-Peter's River - Sunnyside - Torbay - Trepassey - Upper Island Cove - Victoria - Wabana - Whitbourne - Whiteway - Winterton - Witless Bay | - Bellevue - Bellevue Beach - Biscay Bay - Blaketown - Brigus South - Burnt Cove-St. Michael's-Bauline South - Calvert - Cavendish - Deer Park/Vineland Road - Dildo - Fairhaven - Forest Field-New Bridge - Freshwater (Bay de Verde) - Georgetown - Goobies (gedeeltelijk) - Grates Cove - Green's Harbour - Hopeall - Lance Cove - Little Harbour - Makinsons - Markland - Marysvale - Mobile - New Chelsea-New Melbourne-Brownsdale-Sibley's Cove-Lead Cove - New Harbour - O'Donnells - Old Shop - Patrick's Cove-Angels Cove - Roaches Line - South Dildo - Thornlea - Tors Cove - Admiral's Cove - Arnold's Cove Station - Bickfordville - Brigus Junction - Bristol's Hope - Burnt Point - Caplin Cove - Cuslett - Freshwater (Bell Island) - Great Barasway - Gull Island - Harricott - Job's Cove - Kingston - Little Barasway - Low Point - Lower Island Cove - Mahers - Mall Bay - Middle Gull Pond - North Harbour - North Harbour South - Northern Bay - Ocean Pond - Ochre Pit Cove - Perry's Cove - Point Verde - Port de Grave - Red Head Cove - Ship Cove - Ship Harbour - Spread Eagle - Turks Cove - Western Bay - Witless Bay Line |